# Câmaras Extraordinárias dos Tribunais do Camboja

Emblema do Tribunal para o Quemer Vermelho

Câmaras Extraordinárias nos Tribunais do Camboja (em inglês:  Extraordinary Chambers in the Courts of Cambodia, ECCC; em francês:  Chambres extraordinaires au sein des tribunaux cambodgiens, CETC; em quemer:  អង្គជំនុំជម្រះវិសាមញ្ញក្នុងតុលាការកម្ពុជា), comumente conhecido como Tribunal Especial do Camboja ou Tribunal para o Quemer Vermelho ou Julgamento do Quemer Vermelho, é um tribunal criado para julgar os líderes Quemer Vermelho responsáveis por violações do direito internacional e crimes graves perpetrados durante o genocídio cambojano. Embora seja um tribunal nacional, foi estabelecido como parte de um acordo entre o Governo Real do Camboja e as Nações Unidas, e seus membros incluem juízes locais e estrangeiros. É considerado um tribunal híbrido, pois foi criado pelo governo em conjunto com as Nações Unidas, mas permanece independente deles, com julgamentos realizados no Camboja com funcionários cambojanos e internacionais. O tribunal do Camboja solicitou à participação internacional a fim de aplicar os padrões internacionais.
O mandato das Câmaras Extraordinárias estende-se a graves violações do direito penal do Camboja, do direito internacional humanitário e dos costumes e violação das convenções internacionais reconhecidas pelo Camboja, cometidas durante o período entre 17 de abril de 1975 e 6 de janeiro de 1979. Isso inclui crimes contra a humanidade, crimes de guerra e genocídio. O principal objetivo do tribunal, conforme identificado pelas Câmaras Extraordinárias, é fornecer justiça ao povo cambojano que foi vítima das políticas do regime do Quemer Vermelho entre abril de 1975 e janeiro de 1979. No entanto, o apoio à reabilitação da vítima e o alcance da mídia para fins de educação nacional também são descritos como objetivos principais da comissão.

## Origem

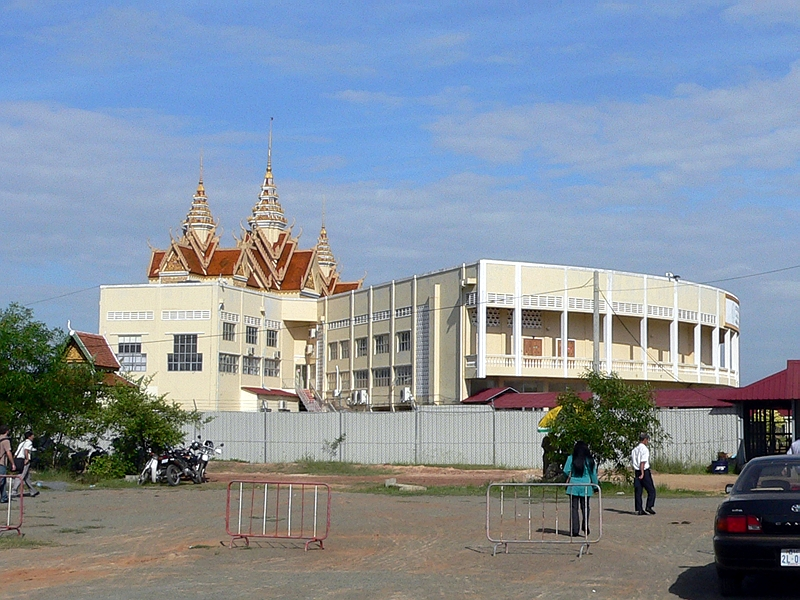
Edifício principal do tribunal com a sala de audiências

Em 1997, os dois Co-Primeiros-Ministros do Camboja escreveram uma carta ao Secretário-Geral das Nações Unidas solicitando assistência para iniciar um processo de julgamento contra os principais líderes do Quemer Vermelho. Após longas negociações, um acordo entre o Governo Real do Camboja e as Nações Unidas foi alcançado e assinado em 6 de junho de 2003. O acordo foi endossado pela Assembleia Geral das Nações Unidas.
Em maio de 2006, o ministro da Justiça, Ang Vong Vathana, anunciou que o órgão judicial mais importante do Camboja aprovou 30 juízes cambojanos e das Nações Unidas para presidir o longamente aguardado tribunal de genocídio para os líderes sobreviventes do Quemer Vermelho. Os juízes foram empossados no início de julho de 2006.
Entre 2007 e 2008, foi realizada a etapa de inquéritos e prisões. Nessa época foram presos: Kang Kek Iev - alcunha "Duch" - diretor do Centro de Interrogatório, Tortura e Execução "Tuol Sleng"; Nuon Chea, conhecido como "Camarada No. 2" e o braço direito de Pol Pot; Khieu Samphan, chefe de Estado do Kampuchea Democrático, conhecido como o "cérebro" ou ideólogo do Quemer Vermelho; Ieng Sary, ministro das Relações Exteriores do regime e sua esposa Ieng Thirith, ex-ministra da Ação Social e irmã da falecida Khieu Ponnary, a primeira esposa de Pol Pot. Também procedeu-se a busca pelas vítimas sobreviventes.
Em junho de 2009, o co-promotor internacional Robert Petit renunciou à sua missão por "razões pessoais e familiares". Em novembro do mesmo ano, Andrew T. Cayley foi nomeado como novo co-promotor internacional, e sua co-promotora cambojana é a Sra. Chea Leang.